# Langadalsfjall
Langadalsfjall är ett berg i republiken Island. Det ligger i regionen Norðurland vestra, 190 km nordost om huvudstaden Reykjavík. Toppen på Langadalsfjall är 685 meter över havet, eller 696 meter över den omgivande terrängen. Bredden vid basen är 11,3 km.
Trakten runt Langadalsfjall är nära nog obefolkad, med mindre än två invånare per kvadratkilometer. Närmaste större samhälle är Blönduós, nära Langadalsfjall. Trakten runt Langadalsfjall består i huvudsak av gräsmarker.